# Növenthien
Növenthien (plattdeutsch: Nömtin) ist ein Ortsteil der Gemeinde Suhlendorf in der Samtgemeinde Rosche im niedersächsischen Landkreis Uelzen.

## Geografie und Verkehrsanbindung
Der Ort befindet sich am östlichen Rand des Uelzener Beckens, in unmittelbarer Nähe zum Drawehn und westlich der Clenzer Schweiz. Növenthien liegt östlich des Kernortes Suhlendorf und der Kreisstadt Uelzen – und damit in der Lüneburger Heide. Östlich vom Ort verläuft die Wipperau, ein Nebenfluss der Ilmenau, im Westen verläuft die Batenser Beeke. Der Ort liegt an der B 71.

## Geschichte
Növenthien ist ein ehemaliger Rundling und wurde urkundlich erstmals im Jahr 1289 unter dem Namen Nouente und im Jahr 1309 als Noventyn erwähnt. Der Ort liegt am Rand der sogenannten „Suhlendorfer Mulde“. Hier verlief ehemals das alte Grenzgebiet zwischen Bardengau und Wendland und war Kontaktzone zwischen slawischer und deutscher (sächsischer) Besiedlung.  Der Verlauf dieser alten Grenzen stellt keine konkrete Linie dar, sondern ist eher als ein Raum zu verstehen, der Slaven wie auch Sachsen sowohl trennte als auch verband. Entsprechend wurde in diesem Grenzraum zwischen den Stämmen Handel betrieben und friedlich zusammengelebt. Zugleich kam es immer wieder auch zu Angriffen und Überfällen. Die alte Wehrkirche in Suhlendorf, die ursprünglich vermutlich eine Kleinburg war, zeugt von diesen kriegerischen Auseinandersetzungen und war in diesem Grenzraum Verteidigungsraum und zugleich auch Machtsymbol der sächsischen Herrscher gegenüber den slavischen Stämmen. Növenthien gehörte, im Gegensatz zu Suhlendorf, zum slavischen Raum. Darauf weist auch der Ortsname hin, der mit großer Wahrscheinlichkeit einen slavischen (wendischen) Ursprung hat.

### Archäologie
Im Jahr 1962 wurden bei Baggerarbeiten in der Gemarkung Növenthien, einen Kilometer östlich vom Ort, ein Gräberfeld freigelegt, das in zwei archäologischen Grabungen (1962 und 1965) ausführlich untersucht und geborgen wurde. Etwa ein Drittel dieser Gräber enthielten Beigaben, wie Schmuck, Bestandteile der Tracht, Keramik, Messer, Sporen und auch Münzen. Die Münzen stammten, soweit sie bestimmt werden konnten, aus dem 12. und 13. Jahrhundert. In der Mehrzahl handelte es sich um Kupfermünzen, die mit einem dünnen Silberüberzug versehen worden waren.

### Pfarrstelle

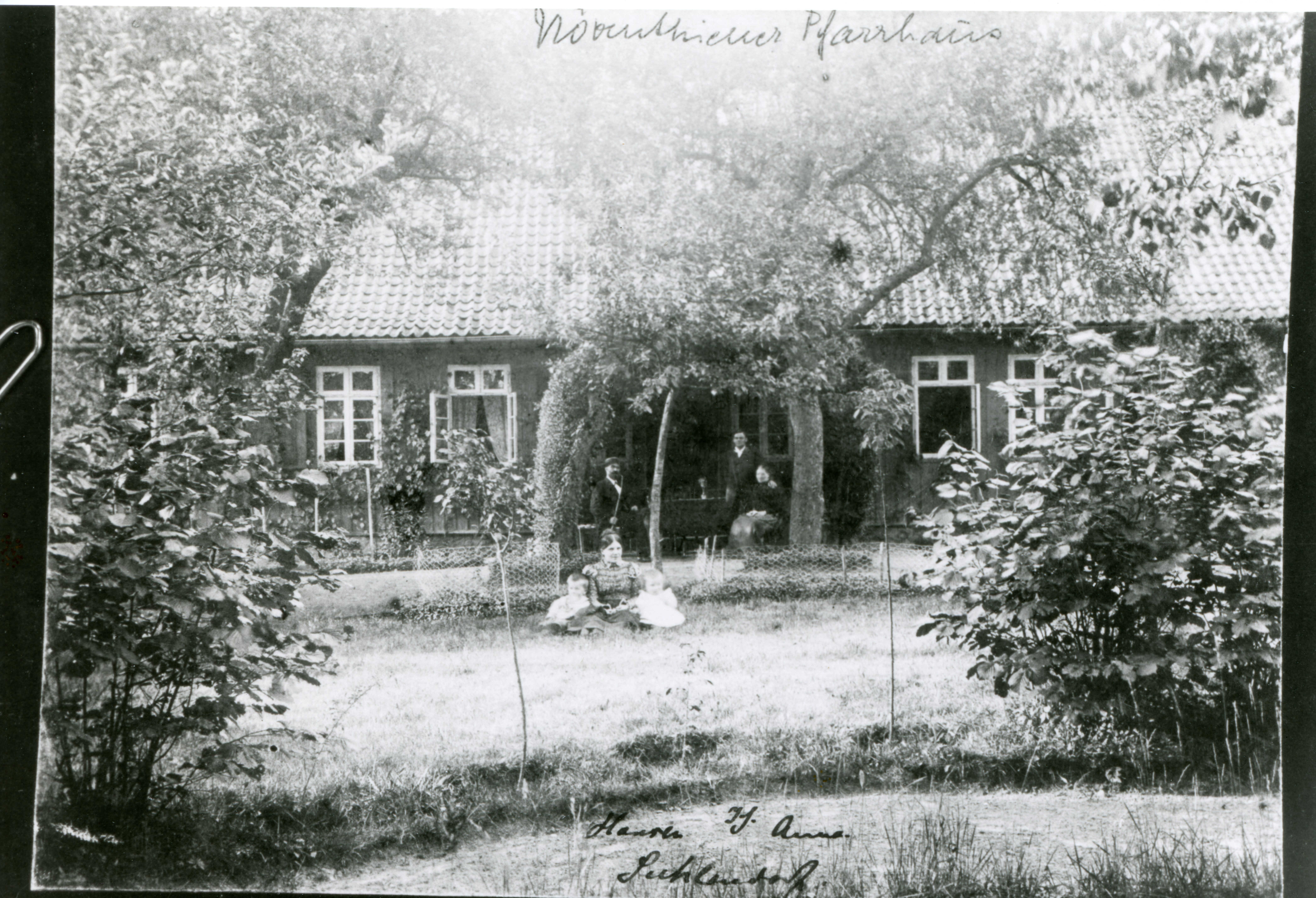
Pfarrhof in Növenthien um 1895, mit Familie von Pastor Hermann August Hansen.

Durch eine Schenkung von Graf Otto XX. Grote, im Jahr 1767, entstand auf der Hofstelle Nr. 15 ein Pfarrhof. Diese Schenkung bildete die wirtschaftliche Grundlage dafür, dass sich Suhlendorf wieder zu einem eigenständigen Kirchspiel entwickeln konnte. Hier lebten die Pastoren der Kirchengemeinde Suhlendorf und bewirtschafteten daneben das dazugehörige Land. Erst mit dem Bau des neuen Pfarrhauses im Jahr 1900 wechselte auch der Lebensmittelpunkt der Pastorenfamilie nach Suhlendorf. Der erste Pastor, der in Növenthien seinen Dienstsitz bezog, war Friedrich Gerhard Müller, im Jahr 1776. Hermann August Hansen war der letzte Pastor, der in Növenthien seinen Dienstsitz hatte. Das alte Pastorenhaus besteht noch heute und wird zurzeit als Scheune und Pferdestall genutzt.
Von 1798 bis 1810 war Johann Heinrich Ludolph Holekamp Pastor in Suhlendorf und bewohnte in dieser Zeit das Pastorenhaus in Növenthien. Hier wurde am 28. Februar 1803 seine Tochter Dorothea Christiane Margarehte geboren – die spätere Urgroßmutter des Schriftstellers Hans Falladas.

## Feuerwehr

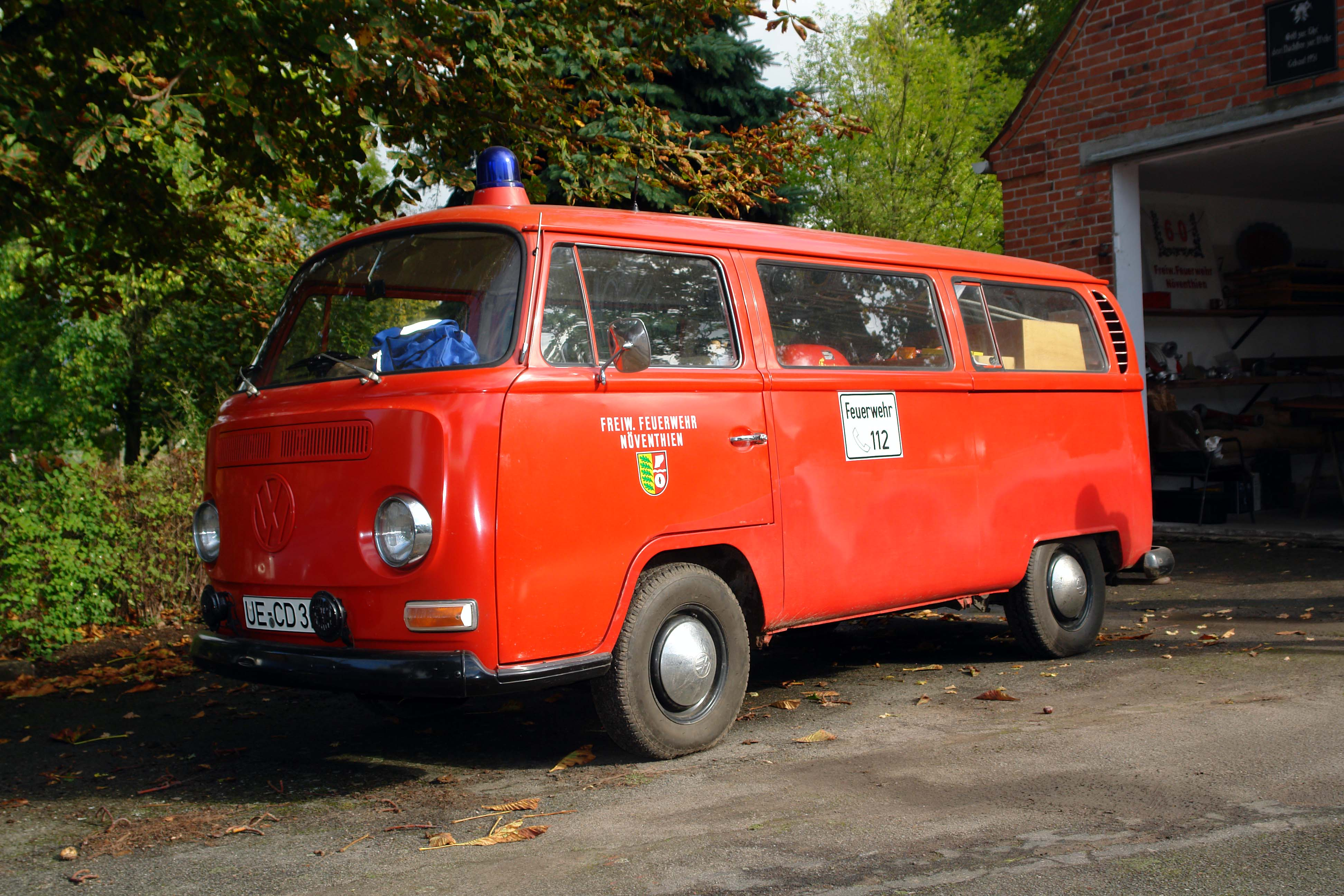
Freiwillige Feuerwehr Növenthien, Volkswagen T2, 2009

Im Jahr 1947 erfolgte die Gründung der Freiwilligen Feuerwehr. 1952 wurde im Dorf ein eigenes Feuerwehrhaus gebaut. Ortsbrandmeister ist André Lamkowski seit 2023  zuvor war es seit 2005 Friedrich-Christoph Flasche.

## Wirtschaft
Növenthien ist ein Bauerndorf und bis heute stark landwirtschaftlich geprägt. Neben Vollerwerbsbetrieben waren auch zahlreiche Nebenerwerbsbetriebe bis in die 1990er Jahre landwirtschaftlich tätig. Vor allem diese kleinbäuerlichen Nebenerwerbsbetriebe waren, wie auch in anderen Dörfern, für die Sozialstruktur und Entwicklung des Ortes von großer Bedeutung.

## Natur und Umwelt

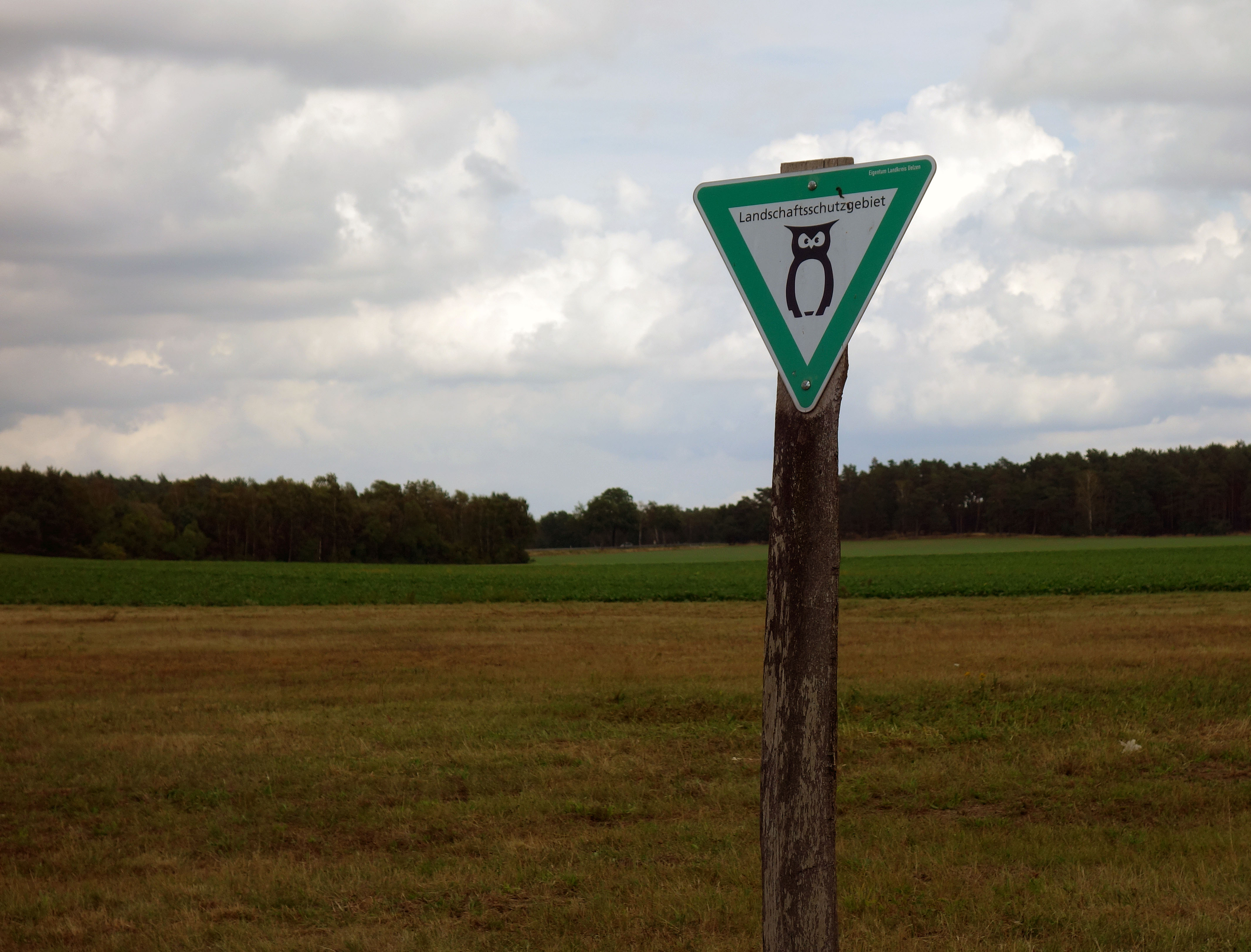
Landschaftsschutzgebiet bei Növenthien

Növenthien ist umgeben von einem Landschaftsschutzgebiet. Hier finden sich seltene Pflanzen und Vogelarten, wie zum Beispiel Ortolan, Neuntöter, Heidelerche, Kornweihe, Wiesenweihe und Rotmilan.